# 피소니아노
피소니아노(이탈리아어: Pisoniano)는 이탈리아 라치오주 로마현에 위치한 코무네다. 로마로부터 동쪽 40km 거리에 있다.
벨레그라, 카프라니카프레네스티나, 체레토라치알레, 치칠리아노, 제라노, 산비토로마노와 경계를 두고 있다.